# Kisboldogasszony-templom (Csepel)
A Csepeli Kisboldogasszony-templom a Budapest-Csepel Belváros Római Katolikus Temploma, a Szent Imre tér dísze. A Kisboldogasszony tiszteletére szentelt templom 1862-ben lett felszentelve. Négy harangja van. Az 1000 kg-s nagyharangot 1948-ban öntötték, a megrepedt középharangot pedig 1979-ben öntötte újjá Gombos Lajos. Ezen kívül még van két harangja. A templom oltára márványból van.

## A templom története
Csepel-Sziget mint királyi birtok politikailag és egyházilag is külön fejlődésen ment keresztül.
Csepel falu, mint lakott hely a középkori oklevelekben egyértelműen szerepel. Biztos valószínűséggel állítható, hogy temploma is volt. A Kalocsai majd Veszprémi Egyházmegyékhez tartozása után 1777-től a Székesfehérvári Egyházmegyéhez tartozik.
Egy 1726-os feljegyzés szerint Promontoron (Budafok) lakó katolikusok is Csepelre jártak lelki gondozásra – e tény feltételez valamiféle templomot. 1740 körül épült kőből első templomuk Szent Mihály tiszteletére, melynek titulusa az 1760-as években már Nepomuki Szent János, a század végétől pedig Szűz Mária Születése (Kisboldogasszony). A bolthajtásos templomocska az Ófalu dűlőben volt, s ajtaja a Nagy Dunára nézett.
A csepeli plébánia ekkor még Tököl filiája volt, de 1777-ig a budai kapucinusok látták el. A hívek ismételt kérésére 1778-ban helyben lakó, önálló ferences adminisztrátort kaptak, és 1788-ban önálló, beiktatott plébánost.
Az 1838. márciusi árvíz a falut szinte teljesen elpusztította. A templom annyira megrongálódott, hogy tornyát még abban az évben le kellett bontani. A hagyomány szerint a falu lakóinak nagy része a templomba menekült az árvíz elől, és így maradtak életben. Ezt a megrongálódott templomot 1850-ben bontották le.  E pusztító árvíz után költözött a község a mostani helyre, ahol 1857-62 között felépítették a mai plébániatemplomot.
Az átmeneti időben templomi célokra a régi temető kis kápolnája szolgált, majd az új iskola egyik termét használták istentiszteleti célokra. Az új templom valószínűleg a pesti Zitterbarth építész dinasztia egyik tagjának műveként épült romantikus stílusban. Szentélye boltozott, hajója eredetileg sík-födémű volt. Főoltárának márvány alépítményét a régi templomból hozták át. Felette, a II. világháború pusztításáig, a templom egykori kegyura, Erzsébet királyné által 1861-ben adományozott, egy müncheni festőművésztől származó, Szűz Mária születését ábrázoló oltárkép volt romantikus stílusú keretépítményben. Mellékoltárait, melyek szintén a régi templomból kerültek át, az 1918-as festéskor újakkal cserélték fel. Az új templomot 1862. szeptember 8.-án Farkas Imre székesfehérvári megyés püspök szentelte fel Kisboldogasszony tiszteletére.
Az 1944. július 27-i bombatámadástól a templom teljesen kiégett.
Kép Tetőzete, hajójának födéme, berendezése elpusztult; a szentély boltozata leszakadt. A barokk főoltáron kívül csak a bejáratnál lévő kápolnában található feszület maradt meg égési sérüléseket szenvedve. Ezt a feszületet 1972-ben restaurálták.
Az újjáépítés az akkori lehetőségek szerint a harcok elmúltával rögtön megindult. 1945-ben vascsöves fedélszéket kapott a templom, hajója pedig vasbeton szerkezetű, bordák és keresztbordák közé épített vasalt, 6 cm vastag héjboltozatot, gótikus formában. Ekkor jelenik meg a gótizáló jelleg a templomon, ablak-osztásait is akkor alakították csúcsíves formára. A munkálatokat tervezte és irányította Heinrik Ferenc építőmester. Jelenlegi padsorai is ez időben készültek.Kép
1947-ben készült a pécsi Angster gyár tervezésében a 27 regiszteres, 3 manuálos orgona. Az orgonát 1994-ben Keve József orgonaépítő mester átépítette és 6 regiszterrel kiegészítette.
1948-ban öntötték a 10 q-s nagy harangot.
1956-ban több lövés is érte az épületet, homlokzatát 1957-ben kijavították.
1970-ben külső felújításra került sor, és ekkor készült a liturgikus tér ideiglenes megoldású elrendezése is. Ebben az időben helyezték el a templomban Sugár szobrászművész alkotásait: Jézus Szíve, Szent József és a Fatimai Szűz Mária fa-szobrokat.
Kép 1979-ben újjáöntették a megrepedt 5 és fél mázsás harangot, melyet Kisberk Imre megyés püspök áldott meg.
1980-ban kicserélték a teljes villanyhálózatot, ekkor készültek el a jelenlegi világító testek és csillárok, valamint az elektromos hőtárolós fűtés, és a templom ablakainak duplázása is.
1982-83-ban a plébániaépület (Fürst S. u. 2/b) szanálása miatt került sor a templom hátsó zárófala mentén egy 4 méter széles sáv építésére a kiszolgáló helyiségek elhelyezése érdekében, Cser Károly építészmérnök tervei alapján. A szerencsésen sikerült épületrész harmonikusan illeszkedik a templomhoz. A helyiségeket 2014-ben Kertész Péter plébános önkormányzati támogatásból és a hívek adományából felújíttatta. Jelenleg a sekrestye, iroda, papi és ministráns szoba, valamint könyvtárszoba működnek a helyiségekben.
1985-ben süttői vörös márvánnyal burkolták le a szentélyt, amely ekkor kapta jelenlegi szintbeosztását. Ekkor készült el a szembemiséző oltár és az ambó vranicai márványból. Tervezte Cser Károly, felszentelte Dr. Szakos Gyula megyés püspök.
1988-ban végezték el a templom-belső ma is látható teljes felújítását.  Az építésztervező Cser Károly volt, a színezési tervet Dragonits Márta belsőépítész készítette. Duray Tibor festőművész alkotása a szárnyasoltár-jellegű új oltárkép, melyen – a Kisboldogasszony-titulus fogalmába még elfogadott módon – kislányként, a templom bejárata előtt állva ábrázolja Szűz Máriát. Felette a rózsaablak Szentlélek-galambjától induló fénycsóva, két oldalán élete legfontosabb eseményei: a szeplőtelen fogantatás és a halott Jézus siratása, lába alatt pedig a kígyó képében tekergő sátán. Ugyancsak Duray Tibor tervezte a rózsaablak színes üvegezését, valamint az ő műve a hajó oldalfalán, faburkolaton elhelyezett bronz dombormű stáció-sorozat.Kép
1997-ben készült el az új plébániaépület a Templom u. 29. szám alatt egy régi csepeli villa átalakításával és bővítésével, Szabó László építészmérnök tervei alapján. 2014-ben került sor az épület teljes felújítására.
2006-ban a hívek és a képviselő-testület adományaiból az ablakok belső üvegezését színes ólom-üvegezésűre cserélték. Az új ablakokat Spányi Antal megyés püspök áldotta meg.

## Képtár

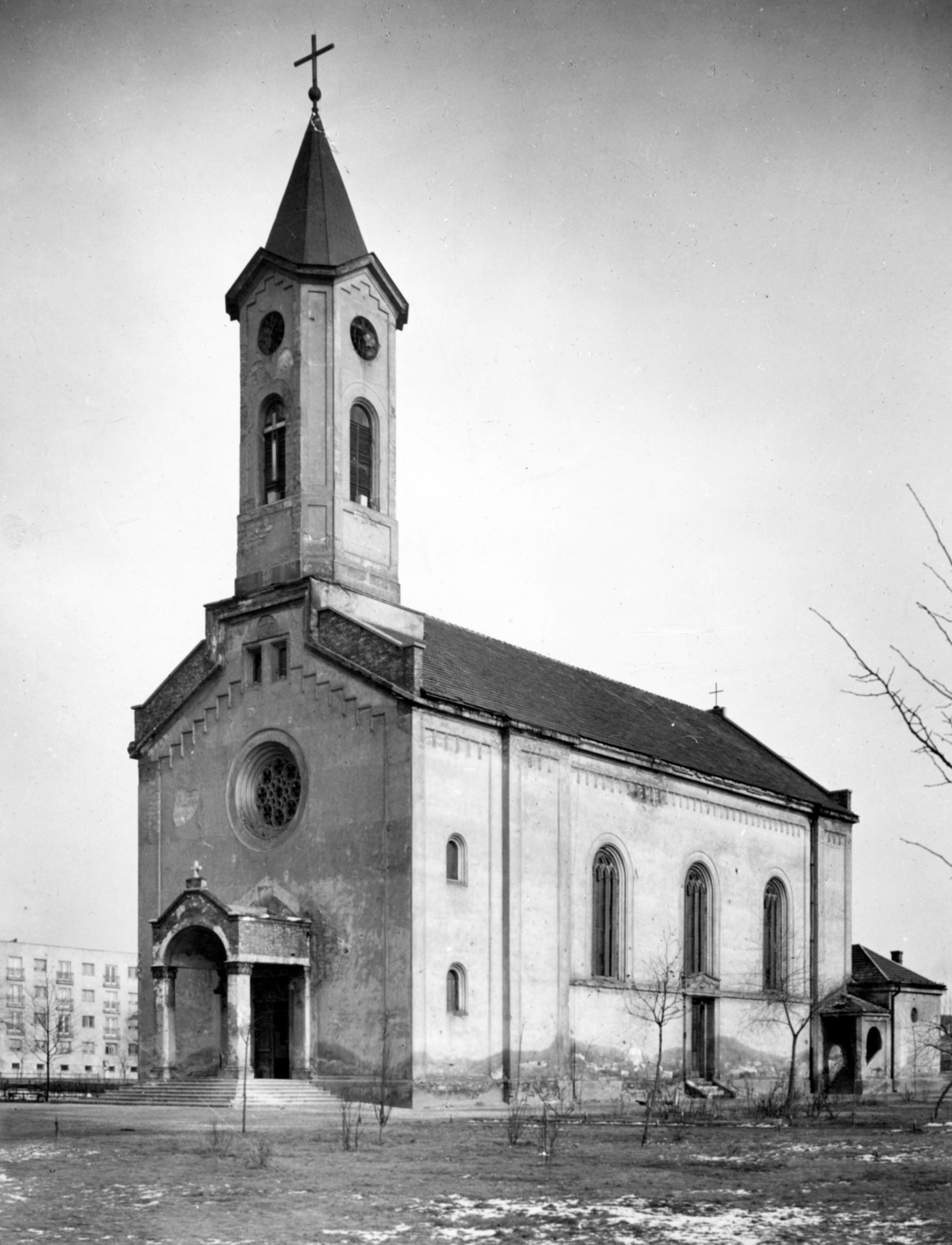
Az épület az 1950-es években
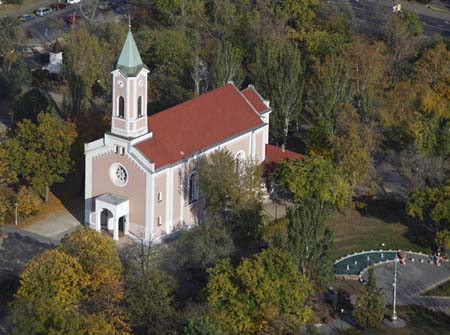
Az épület felülnézetből
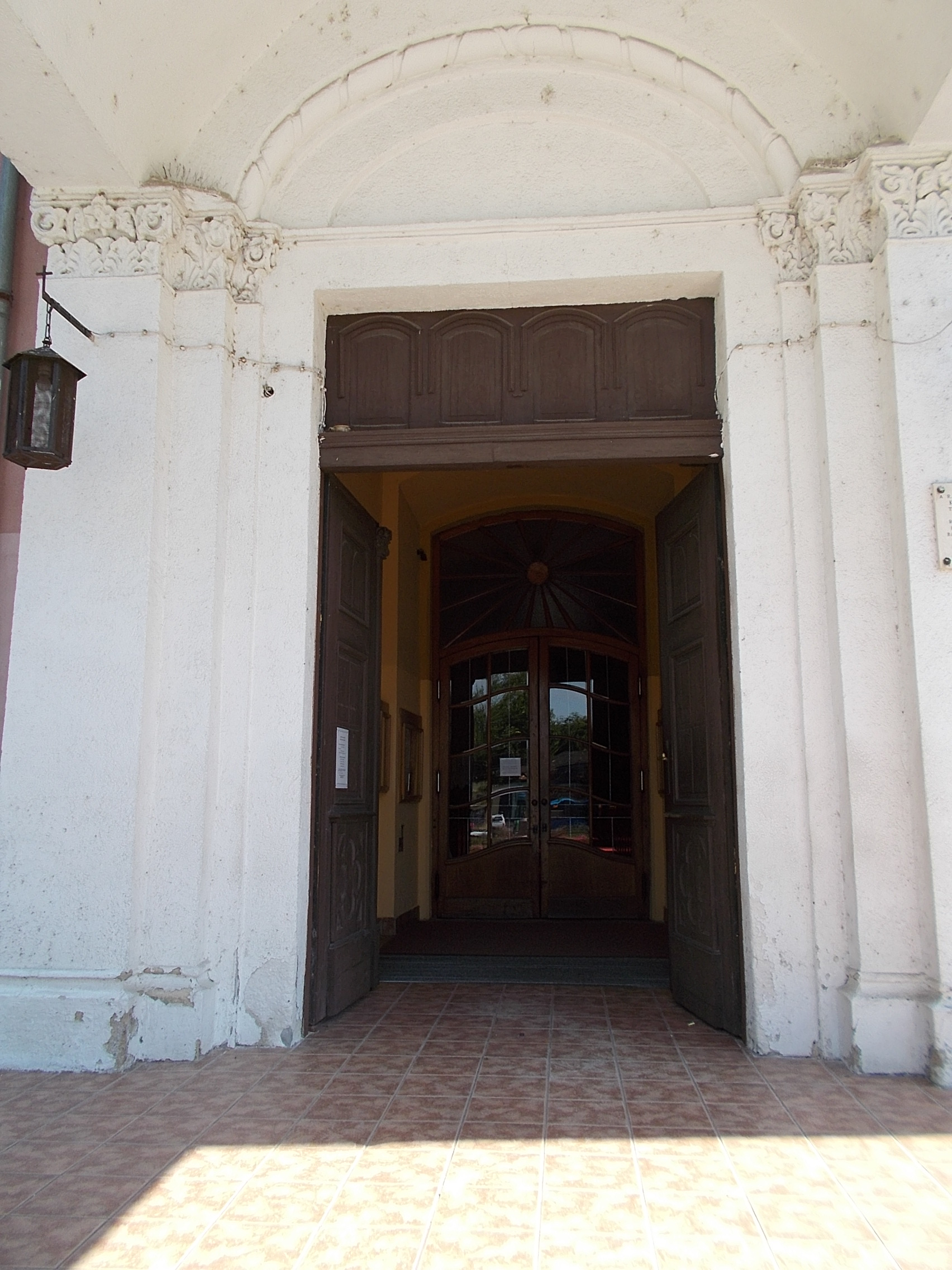
Főbejárat
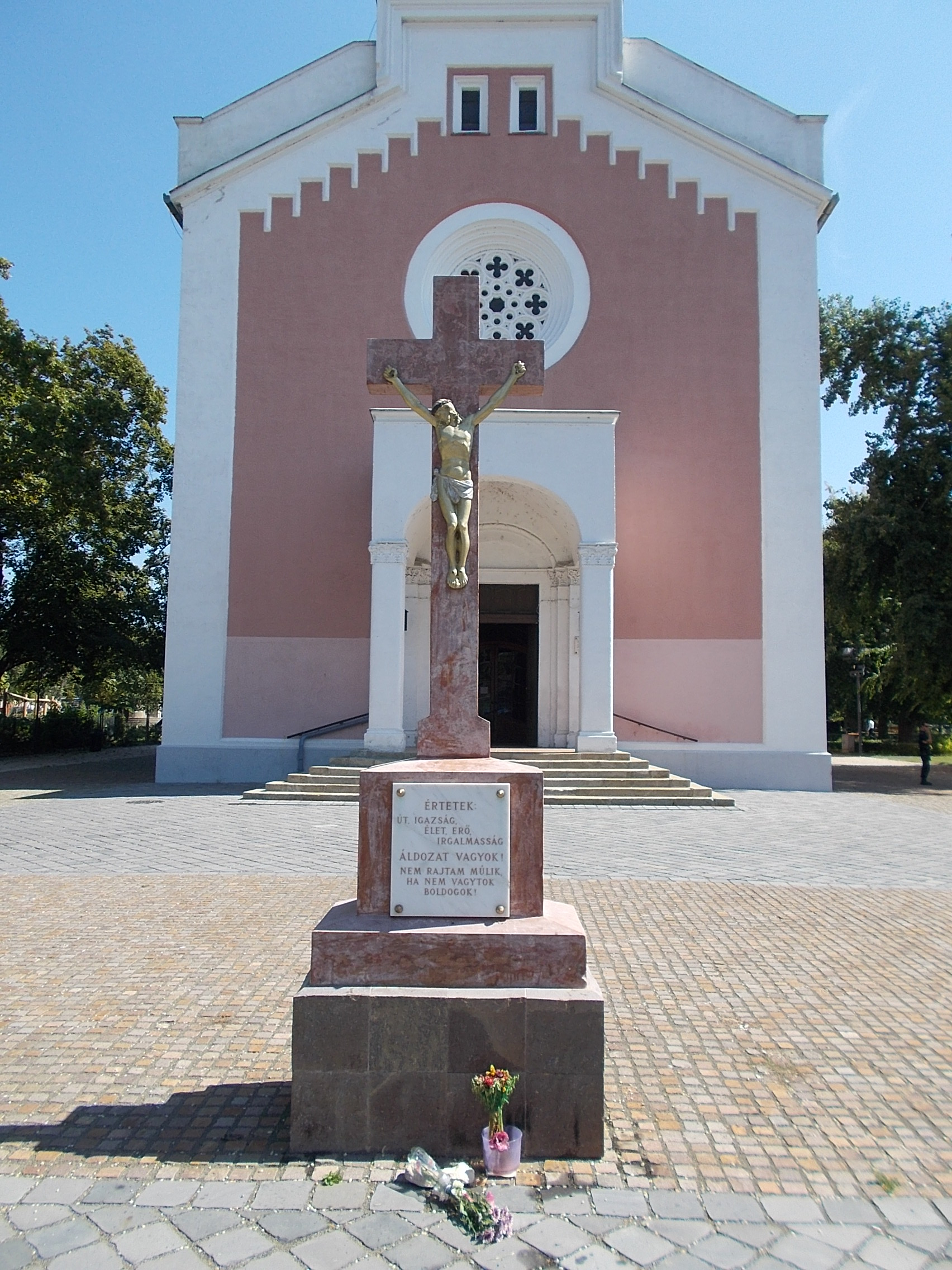
Feszület a főbejárat előtt
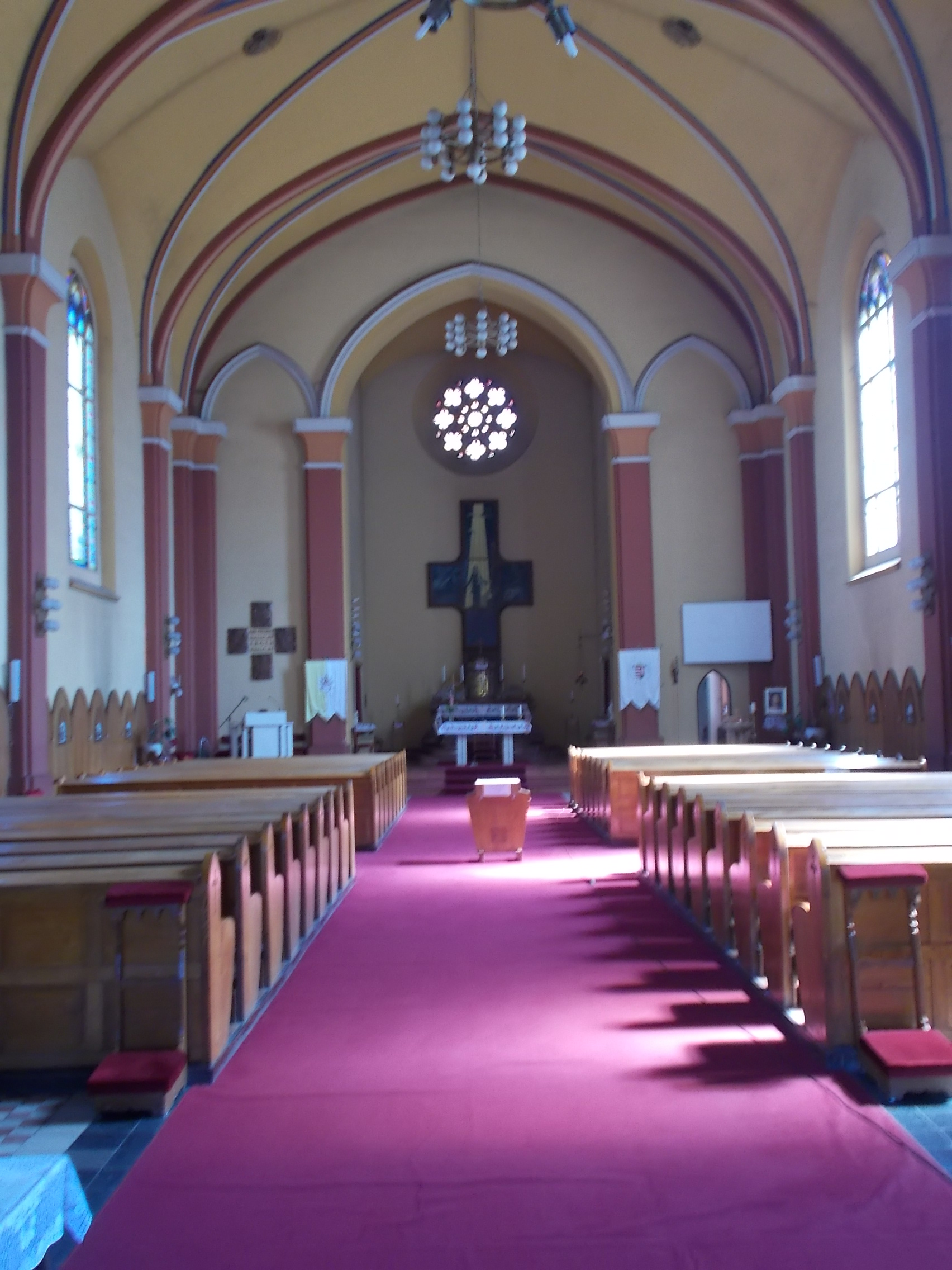
Belső tér
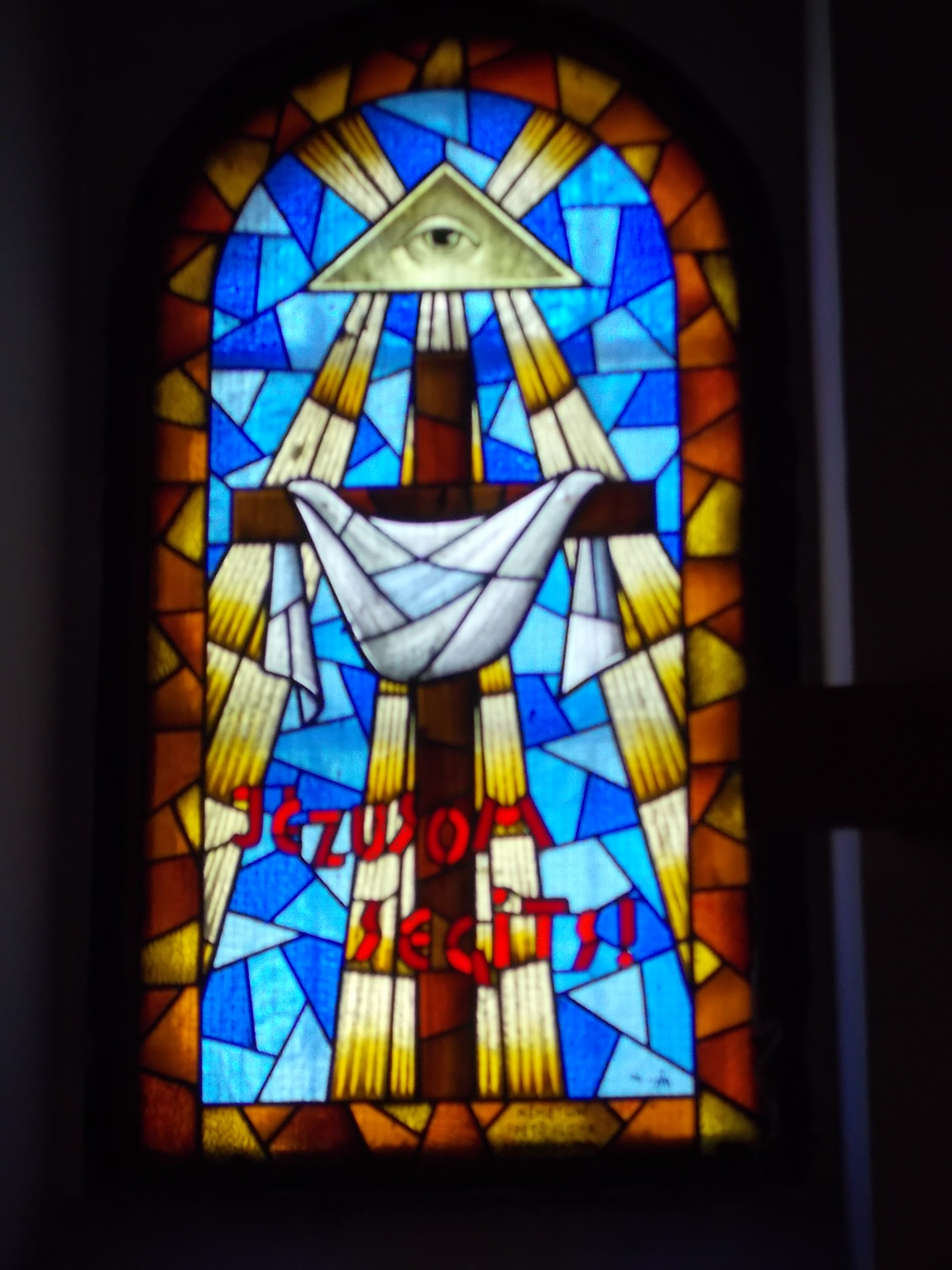
Üvegablak
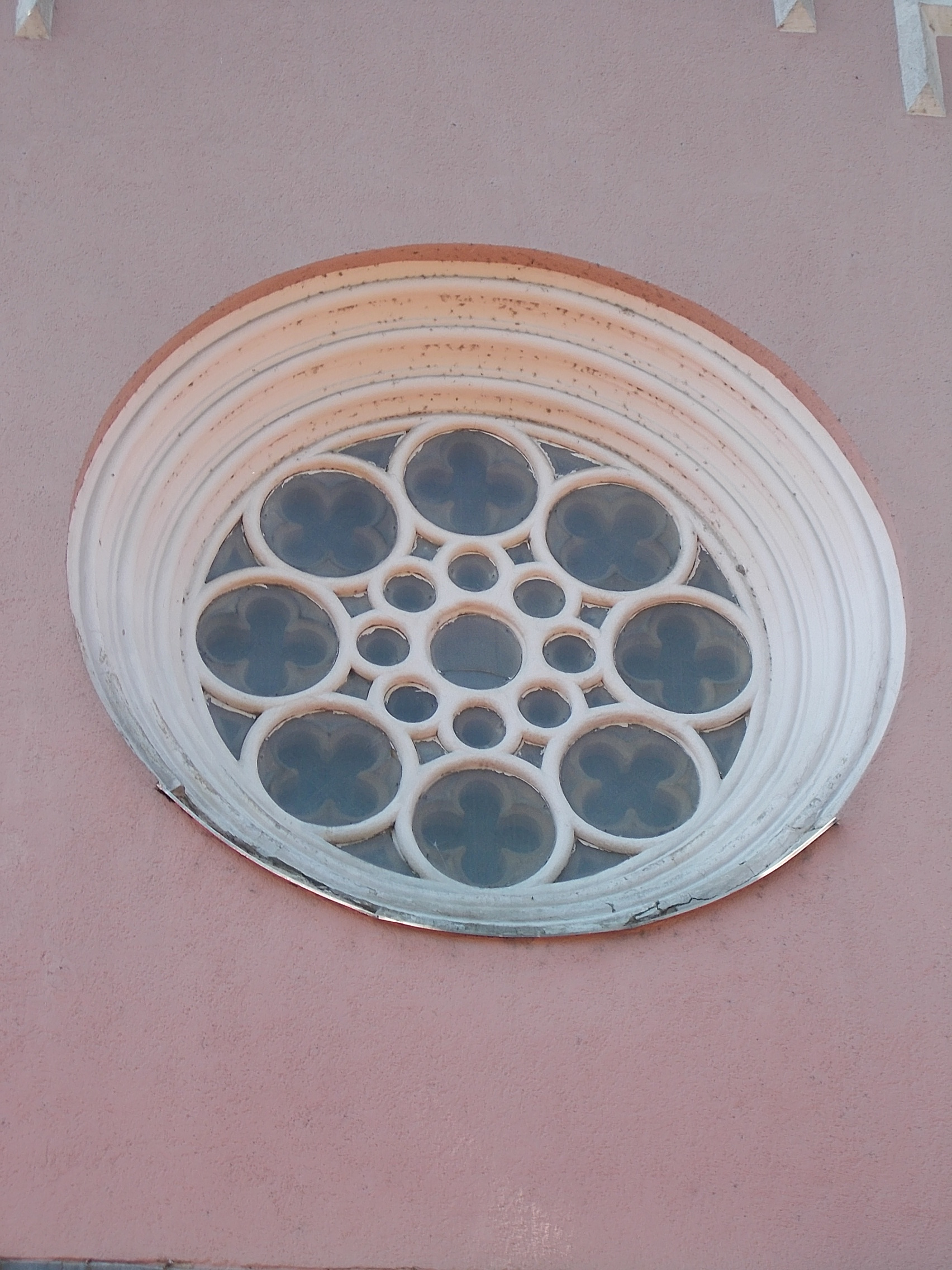
Rózsaablak
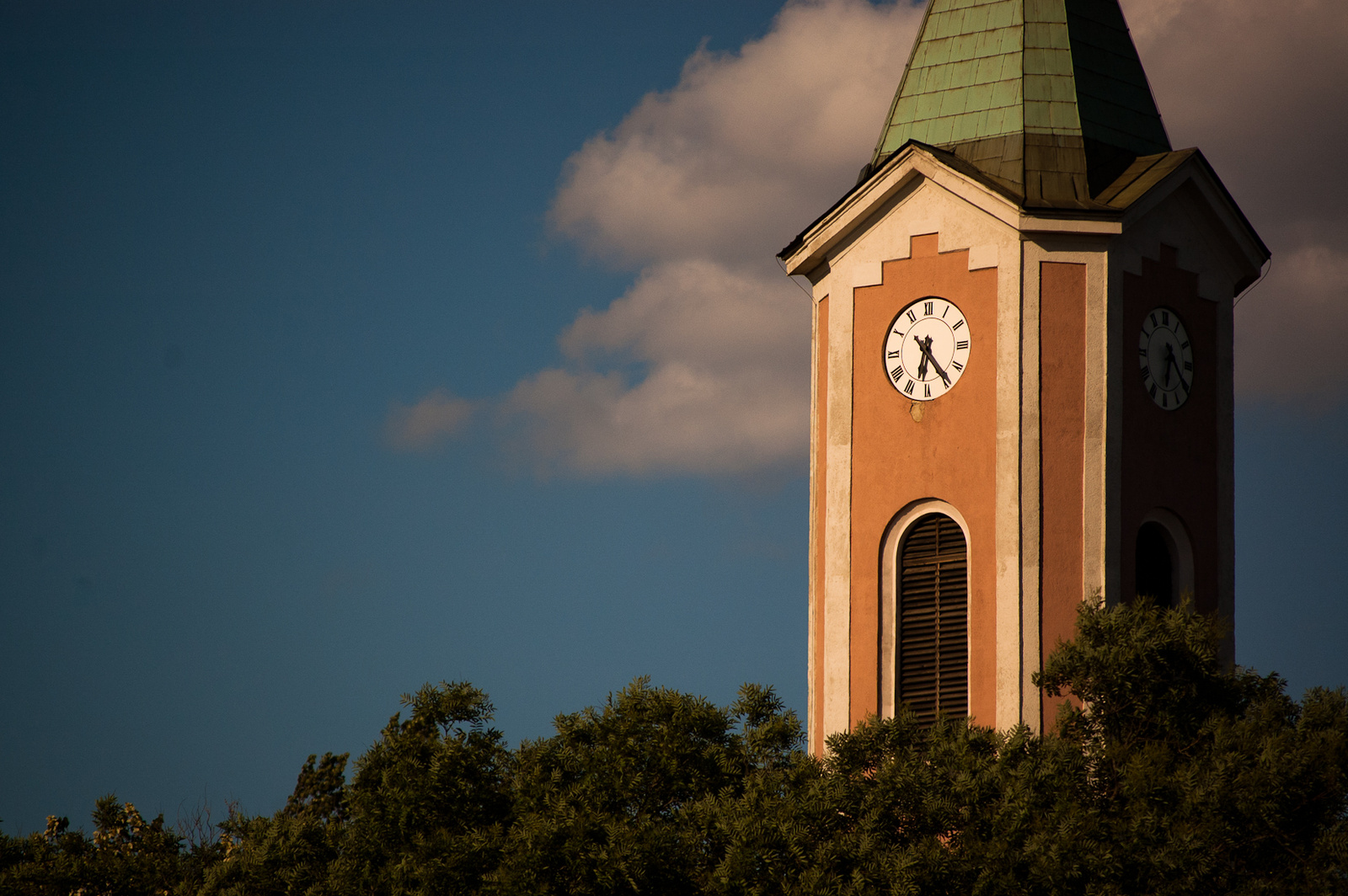
Toronyrészlet
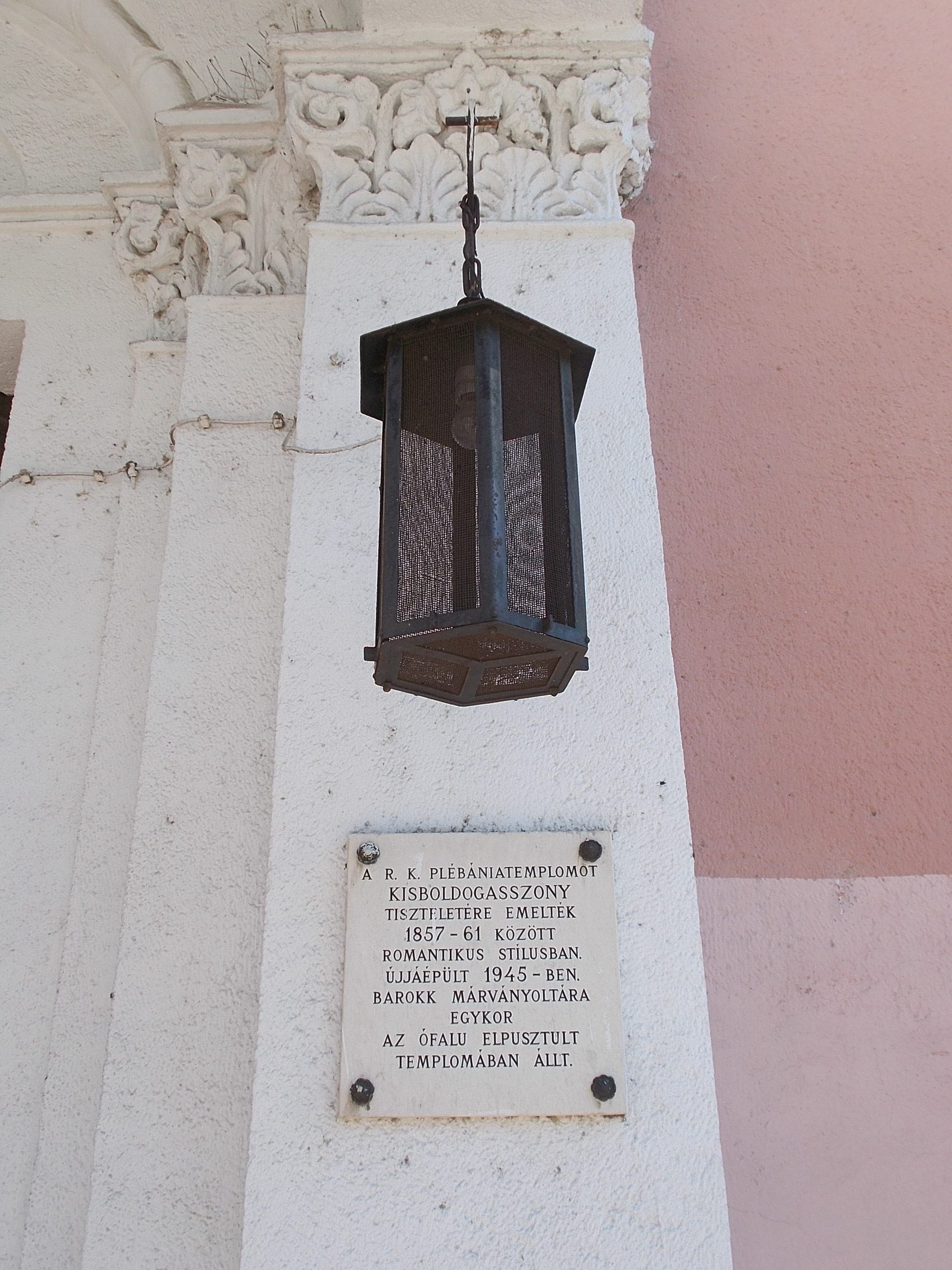
Emléktábla
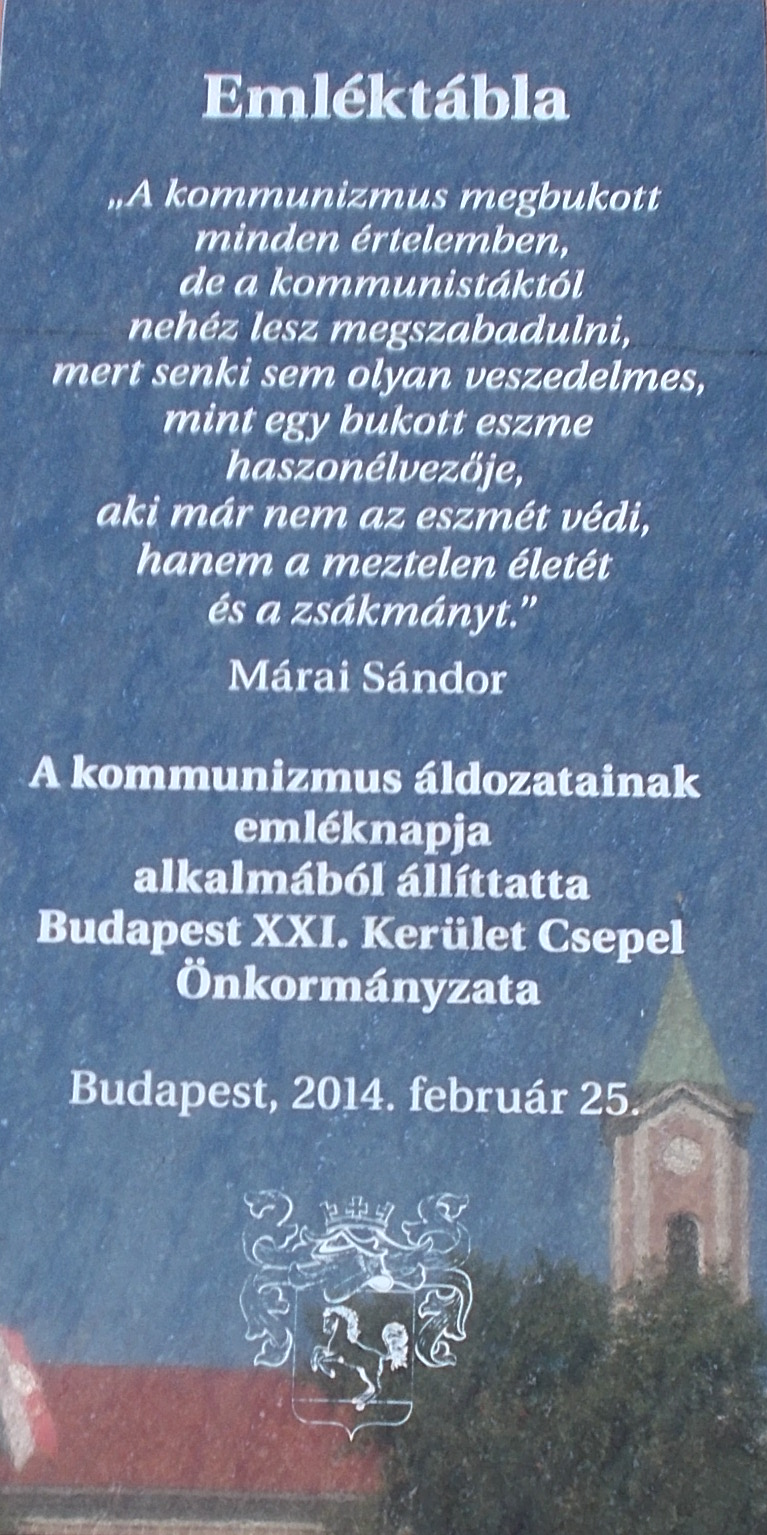
A kommunizmus áldozatainak emléktáblája
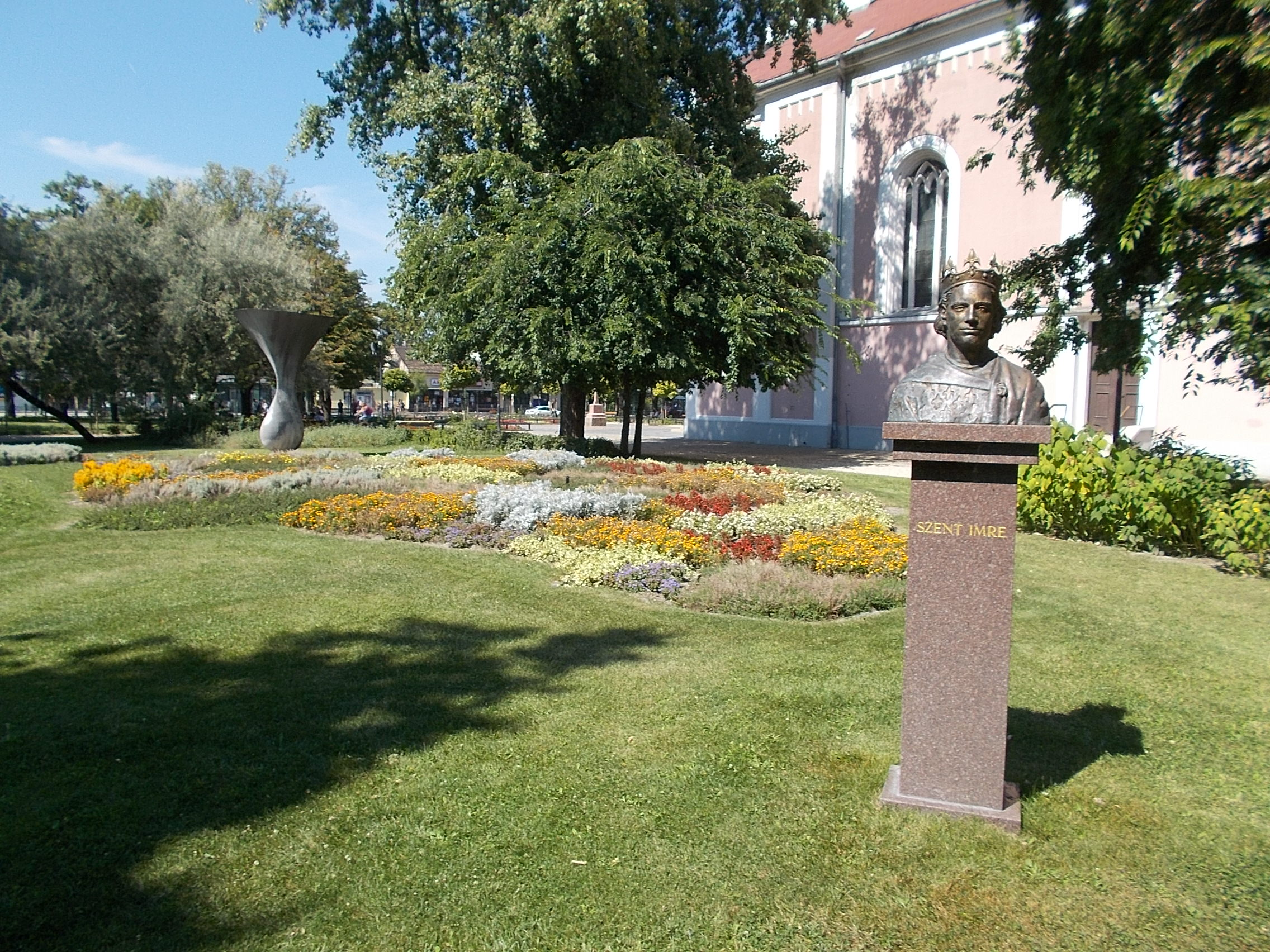
Szent Imre herceg mellszobra a templom mellett
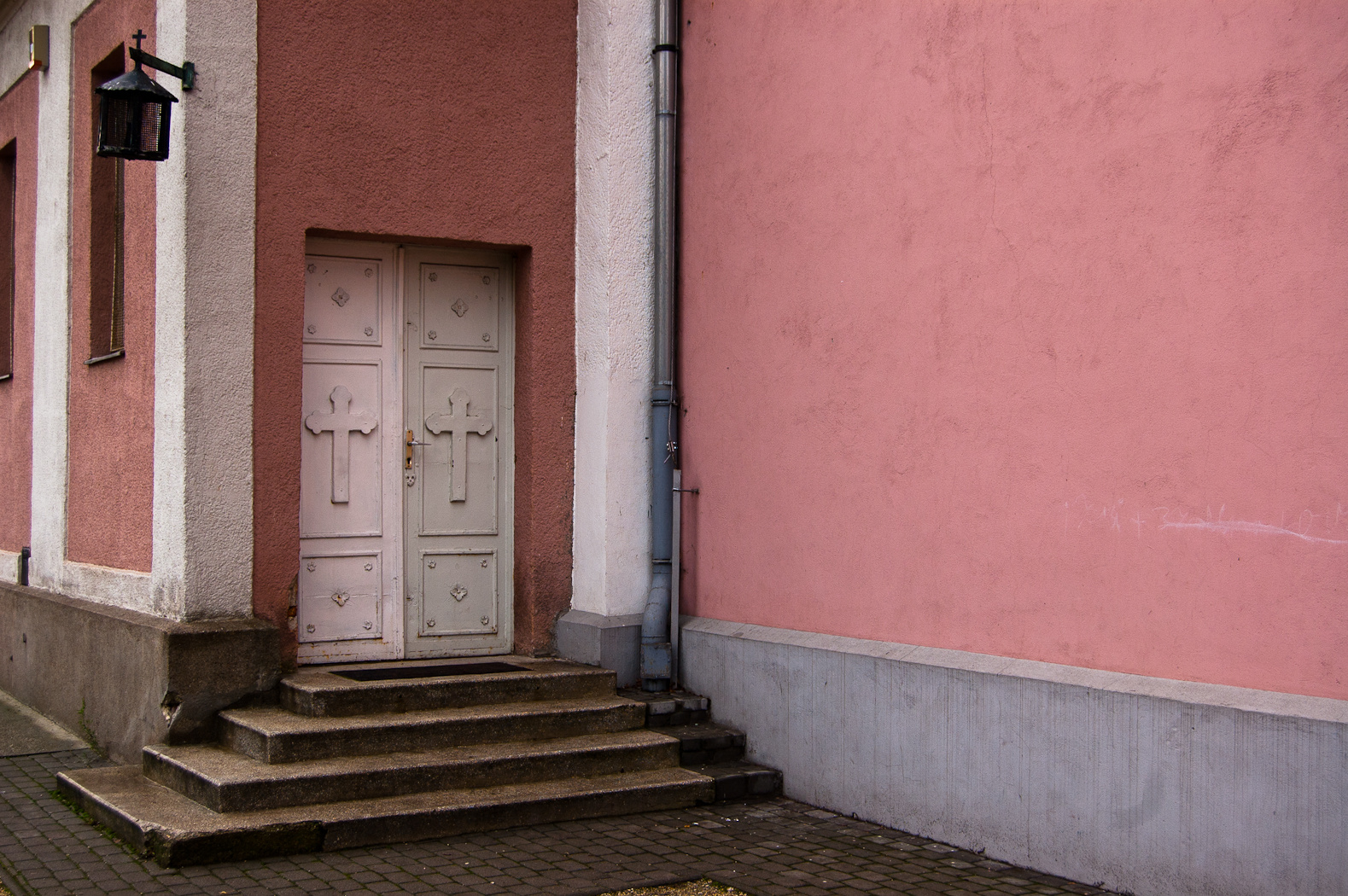
Hátsó bejárat